# Ford Fairlane (film)
Ford Fairlane (engelsk originaltitel: The Adventures of Ford Fairlane) är en amerikansk actionkomedifilm från 1990 i regi av Renny Harlin.
Filmen erhöll två statyetter vid 1991 års Golden Raspberry Awards, dels för sämsta film (delat med En gång till älskling) och dels för sämsta manliga huvudroll (Andrew Dice Clay).

## Handling
Ford Fairlane är en vulgär och arrogant privatdeckare med spydig jargong. Han letar efter en kvinna som försvunnit i musik- och narkotikakretsar och får ett par mord i branschen att reda ut. Spåren leder till skivindustrins topp.

## Rollista i urval
| Andrew Dice Clay  | – Ford Fairlane  |
| Wayne Newton      | – Julian Grendel |
| Priscilla Presley | – Colleen Sutton |
| Lauren Holly      | – Jazz           |
| Gilbert Gottfried | – Johnny Crunch  |
| Morris Day        | – Don Cleveland  |
| Robert Englund    | – Smiley         |
| Ed O'Neill        | – Lt. Amos       |